# FMA IA 58 Pucará
FMA IA 58 Pucara je argentinski zrakoplov dizajniran za napade ciljeva na tlu te protu-diverzantska djelovanja. Cijeli zrakoplov je izrađen od metala s stajnim trapom koji se može uvlačiti, a dizajniran je u Fabrici Militar de Aviones.

## Dizajn i razvoj
Razvoj novog zrakoplova započinje u kolovozu 1966. s konstruiranjem testnog prototipa bez pogona. Prvi prototip s pogonom je nosio oznaku AX-2 Delfin a prvi put je poletio 20. kolovoza 1969. Pucara je dizajnirana tako da može djelovati s malih i nepripremljenih pista uz prvu crtu. Posada je u tandem položaju te pilot i kopilot sjede na Martin-Baker sjedalima za katapultiranje. Prve proizvodne inačice su poletile 8. studenog 1974. a isporuke zrakoplovstvu započinju 1976.
Pucará može dijelovati tijekom noći, no ne i pri lošim vremenskim uvjetima jer nema dodatnu opremu za takve zadatke.
Navođenje projektila se vrši vizualno jer pilot ima odličnu preglednost iz svog kokpita, te nije potrebna dodatna oprema za navođenje.

## Povijest korištenja
Prve jedinice su isporučene već 1975. da bi do 1982. broj zrakoplova narastao do skoro 100 jedinica. Pucara se koristila u sukobima oko Falklandskog otočja gdje je obavljala misije izviđanja priobalja djelujući s uzletišta iz Patagonije. Velik broj ovih zrakoplova je uništen na tlu od strane Britanskih specijalnih postrojbi.
U slučaju jurišnih zadataka, Pucare su mogle biti opremljene s nevođenim 70mm raketama ili strojnicama. Upravo je jedna Pucara 28. svibnja oborila Britnski izvidnički helikopter Scout, te je to jedina potvrđena Argentinska pobjeda u zračnom dvoboju.
Tijekom 1990-ih su moderinizirne te sad nose oznaku IA-58D, a od 2007. služe i u Urugvajskom zrakoplovstvu.

## Inačice
AX-2 Delfin
- Prototip

IA-58A
- Glavna proizvodna inačica

IA-58B
- Pucara Bravo – Jedan prototip s poboljšanom avionikom i dvije 30 mm DEFA strojnice.

IA-58C
- Pucara Charlie – Jedan jednosjedni prototip. Ova inačica ima i dodatnu opremu što uključuje: HUD, podkrilne točke za rakete zrak-zrak Magic 2 te mogućnost nošenje protu-brodskih raketa Martin Pescador.

IA-66
- Jedan prototip s poboljšanim Garrett turbo-prop motorima.

## Korisnici
- Argentina
- Urugvaj
- Šri Lanka
- Kolumbija

## Tehničke karakteristike
Osnovne karakteristike
- posada: 2
- dužina: 14,25 m
- raspon krila: 14,5 m
- površina krila: 30,3 m2
- visina: 5,36 m

Letne karakteristike
- najveća brzina: 500 km/h
- ekonomska brzina: 430 km/h
- dolet: 3.710 km
- najveća visina leta: 10.000 m
- motor: 2 × Turbomeca Astazou XVIG

## Naoružanje
- 2 x 20 mm Hispano-Suiza HS.804 topa.
- 4 x 7.62 mm FM M2-20 strojnice.
- 3 podkrilne spojne točke za 1,500 kg raznog naoružanja.
- IA-58C inačica ima mogućnost i nošenja protu-brodskih raketa.